# Вулиця Білецька (Тернопіль)
Вулиця Білецька — одна з вулиць міста Тернополя.

## Відомості
Розпочинається від вулиці Соломії Крушельницької, закінчується біля самого с. Білої Тернопільського району. Довжина вулиці — близько 1,5 км.

## Парки
- Парк імені Тараса Шевченка (Тернопіль)
- Тернопільський став